# Калах
Калах — настольная логическая игра из семейства игр манкала. Количество игроков — двое.

## История

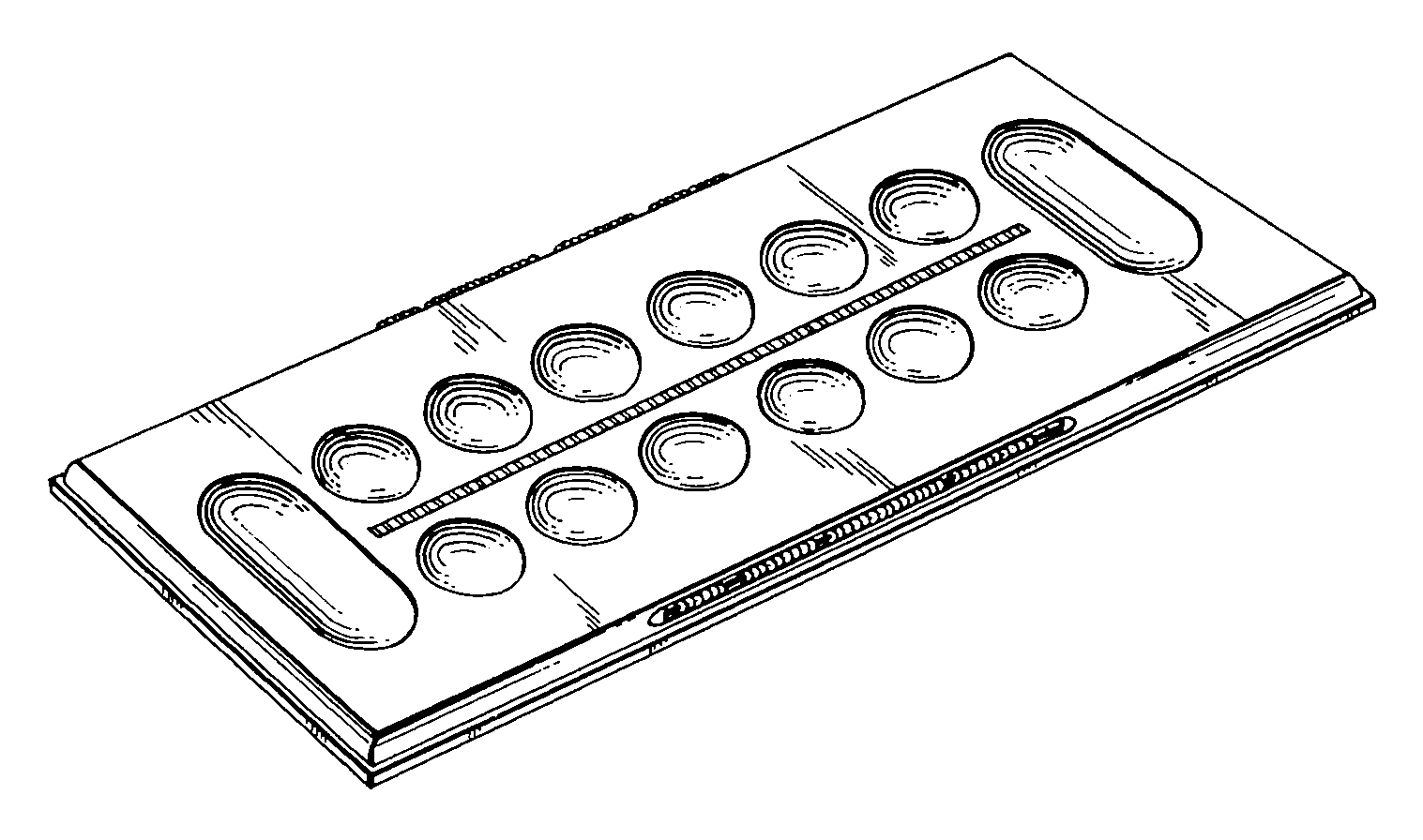
Образец доски В. Чемпиона для игры в калах. Из патента US D165634, 1952 год

В. Чемпион наблюдает за игрой школьников Айры Бурнима (слева) и Джозефа Стентифорда (справа). 12 декабря 1963 года

В 1893 году на Всемирной выставке в Чикаго был представлен стенд с описанием и правилами некой манкала-подобной игры, после чего сведения о ней начали распространяться в печатных изданиях. В одном журнале 1905 года об этой игре узнал американец Вильям Чемпион (1880—1972), выпускник Йельского университета, геолог по образованию. В 1940 году он изобрёл, а в 1944 году начал производить и продавать наборы для игры в калах в городе Мистик (округ Нью-Лондон, штат Коннектикут), позднее в Сейлеме (округ Эссекс, штат Массачусетс). Вильям дал своей игре название по названию пустыни Калахари, где по его утверждению в неё до сих пор играют местные жители. В 1958 году Вильям основывает компанию Kalah Game Company в городе Холбрук, располагающейся по адресу 27 Maple Avenue, округ Норфолк, штат Массачусетс.
В 1952 году В. Чемпион получил патент U.S. Patent D165 634 на свой образец доски для игры в калах, а в 1955 году запатентовал конструкцию доски с элементами для подсчёта набранных очков (U.S. Patent 2 720 362). В последнем патенте также описываются правила игры в калах.
В 1963 году среди 32 учеников школы Кулидж в городе Холбрук состоялся чемпионат по игре в калах. В четверг 12 декабря в школьном зале состоялся финальный тур, в котором семиклассник Айра Бурним победил восьмиклассника Джозефа Стентифорда.
В 1991-м С. Рыжков и Г. Кондрашов написали видеоигру Kalakh, с правилами, соответствующими 72-каменному варианту игры (6 монетами в каждой из 12 лунок на старте, «coins», вместо камней).
В 2000 году игра калах под названием «Bantumi» была портирована на мобильный телефон Nokia 3310. Изменение названия связано с тем, что название «калах» было зарегистрированной торговой маркой в США в 1970—2002 годах, принадлежащей компании Kalah Game Company.
Игра калах очень популярна в США, где её часто называют "манкала". Ежегодно в этой стране проводится несколько десятков турниров по игре в калах, в основном среди школьников.

## Инвентарь
Поле
Поле для игры в калах представляет собой доску с углублениями (лунками), расположенными в 2 ряда по 6 лунок в каждом ряду. На противоположных концах доски находятся две большие лунки, называемые «калахами».
Камни
Камни (семена, шарики) являются общими для обоих соперников, поэтому их цвет не имеет значения. Общее их количество зависит от того, сколько камней помещают в каждую лунку в исходной позиции: 72 (по 6 камней в каждую из 12 лунок), 60 (5), 48 (4), 36 (3); как правило, это 72 или 48 камней.

## Правила
Обозначение лунок
Лунки обозначаются по порядку буквами или цифрами слева-направо со стороны каждого игрока.
Исходная позиция
Перед началом игры во все 12 лунок (кроме больших лунок «калахов») раскладывают одинаковое количество камней от 3 до 6 штук в лунку. Каждому игроку принадлежит ближний к нему ряд из 6 лунок и одна большая лунка «калах», расположенная справа от него.
Посев
Посев (ходы) делают по очереди, кроме случаев повтора хода. Право первого хода определяют жребием или по договорённости. Во время своего хода игрок выбирает одну любую из своих 6 лунок, вынимает все находящиеся в ней камни и раскладывает их против часовой стрелки по одному камню во все последующие лунки, в том числе в свой «калах», но пропуская «калах» противника. Направление движения: в своём ряду слева направо до своего «калаха» далее в ряду противника справа налево, минуя его «калах» и возвращаясь в свой ряд. Если делается ход из лунки, содержащей 13 и более камней, то после кругового обхода доски в неё тоже кладётся один камень. Ход завершается при отсутствии условия повтора хода и передаётся сопернику.
Захват камней
Как уже описано выше, захват одного камня осуществляется простым ходом до своего «калаха» (и далее), где камень остаётся захваченным. Более многочисленный захват происходит в том случае, если последний в ходе камень игрок кладёт в пустую лунку в своём ряду, а противоположная лунка в ряду противника не пуста, тогда он забирает все камни из противоположной лунки вместе со своим последним камнем и переносит в свой «калах». Из «калаха» камни не вынимаются до окончания партии.
Повтор хода
Если последний в ходе камень попадает в «калах», то игрок делает ещё один ход. Так ход может повторяться несколько раз.
Окончание партии
Игра завершается, когда один из игроков захватывает больше половины всех камней. Либо как только все лунки одного из игроков полностью опустеют, в этом случае оставшиеся камни захватывает тот игрок, которому они принадлежат. Набравший большее количество камней становится победителем.